# Marian Waldemar Kuczma

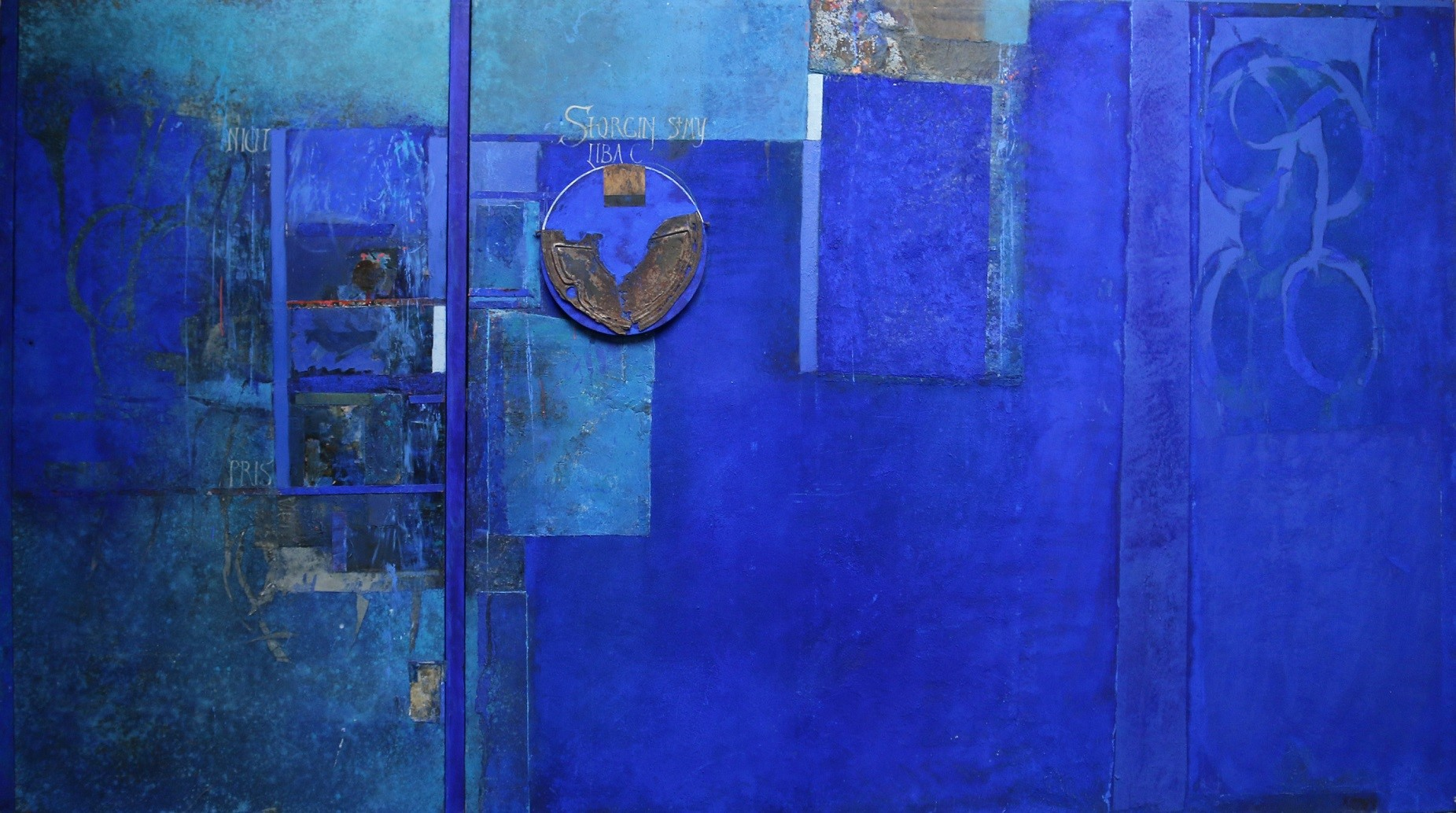
Marian Waldemar Kuczma, Niebieski horyzont, technika mieszana na płótnie, 200x370 cm, 2016

Marian Waldemar Kuczma (ur. 24 listopada 1967 w Sanoku) – polski artysta współczesny, profesor Akademii Sztuk Pięknych im. Eugeniusza Gepperta we Wrocławiu.

## Edukacja
Absolwent Liceum Sztuk Plastycznych w Miejscu Piastowym (specjalizacja – snycerstwo). W latach 1988–1993 studiował na Wydziale Malarstwa, Grafiki i Rzeźby w Państwowej Wyższej Szkole Sztuk Plastycznych we Wrocławiu. W roku 1993 uzyskał dyplom z wyróżnieniem pt. „Kolor i materia” w pracowni malarstwa prof. Józefa Hałasa. Od 2008 r. jest kierownikiem Katedry Malarstwa Akademii Sztuk Pięknych we Wrocławiu. Obecnie prowadzi tam pracownię dyplomującą z malarstwa.

## Twórczość
Malarstwo Waldemara Kuczmy dostrzeżone zostało przez krytykę dość wcześnie, bo już z chwilą zakończenia przez niego studiów w Państwowej Wyższej Szkole Sztuk Plastycznych we Wrocławiu (obecnie ASP). Już kilka miesięcy później debiutował wystawą indywidualną w Witrynie Promocyjnej BWA i Redakcji „Formatu” we Wrocławiu, a jury IV Ogólnopolskiego przeglądu Malarstwa Młodych „Promocje 93” w Legnicy, jednogłośnie przyznało mu Grand Prix. Następne lata przyniosły twórcy kolejne nagrody.
Wczesne prace artysty przywołują na myśl malarstwo materii, jak również niektóre zjawiska obecne w twórczości artystów „szkoły wrocławskiej” z lat 50. i 60. To, co definiowało wówczas jego malarstwo to surowość materiałów oraz wrażliwość na tkankę natury, czego źródła możemy upatrywać w jego osobistym doświadczeniu i zamiłowaniu do przyrody – artysta pochodzi z Bieszczadów, chciał być leśnikiem i w tym kierunku podjął nawet edukację.
Przedmiotem twórczości Kuczmy jest malarstwo. Artysta tworzy abstrakcyjne, wielkoformatowe płótna, w których kolor i materia odgrywają wiodącą rolę. Buduje wielowymiarową płaszczyznę obrazu wykorzystując technikę asamblażu. Dzięki użyciu różnorodnych elementów takich jak np. drewno, metal, papier twórca uzyskuje kompozycję przestrzenną, która ostatecznie staje się żywą tkanką malarską.
Jego duże prace oparte są przede wszystkim na materii i kolorze, syntetyczne, jakby proste a pogłębione w wyrazie, jakby zwyczajne a tajemnicze. prof. Józef Hałas
Obrazy Kuczmy to takie prawdziwe skrawki rzeczywistości, dzienniki podróży dalekich i tych całkiem bliskich, po obcych krajach i po swojskich podwórkach. Jest też w nich szczery zachwyt dla tego niepozornego życia toczącego się na wyciągnięcie ręki albo kilkaset kilometrów od domu. I dużo w tych podróżach błękitu, bo kolor ten traktuje o czystości i siłach wyższych, o przestrzeni i wolności… Anita Wincencjusz-Patyna
Niestrudzenie podejmuję trudny dialog z obrazem, z moim ukochanym malarstwem, w którym wartością nadrzędną jest dla mnie, uczciwość wobec własnej pracy, a co za tym idzie uczciwość wobec siebie. Determinuje ona wszelkie moje poczynania jako człowieka, malarza i dydaktyka. Cały proces odbywa się na płaszczyźnie obrazu, która – dzięki malarstwu staje się nieokreślona i jest nośnikiem wielu wymiarów. W obliczu owej płaszczyzny analizuję i eksperymentuję wartość dla mnie najwyższą – kolor. Wszystkie elementy plastyczne obrazu podporządkowuję jego archetypicznemu działaniu. Marian Waldemar Kuczma

## Galeria zdjęć

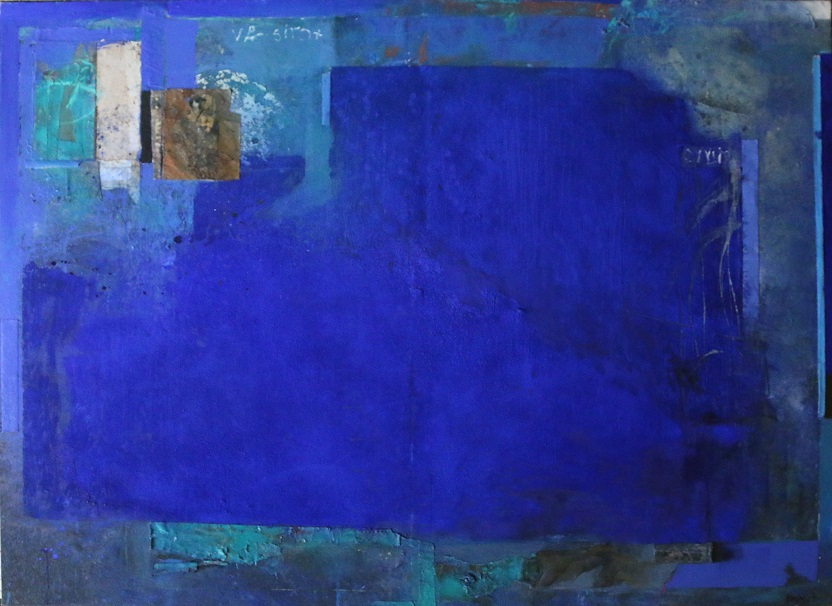
Marian Waldemar Kuczma, Północny nieboskłon, technika mieszana na płótnie, 140x180 cm, 2015
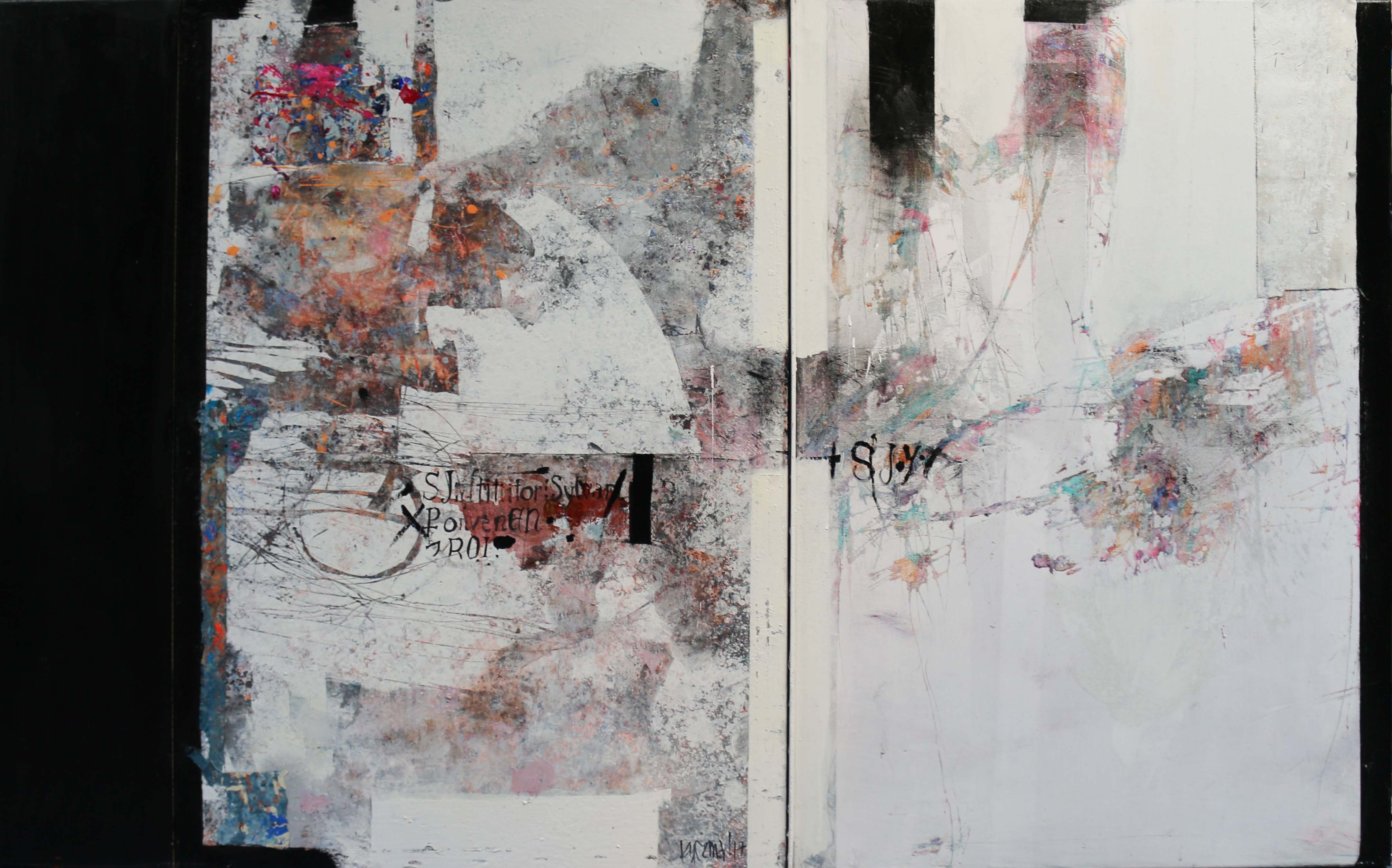
Marian Waldemar Kuczma, Inskrypcje Trutowskie II, technika mieszana na płótnie, 100x162 cm, 2017
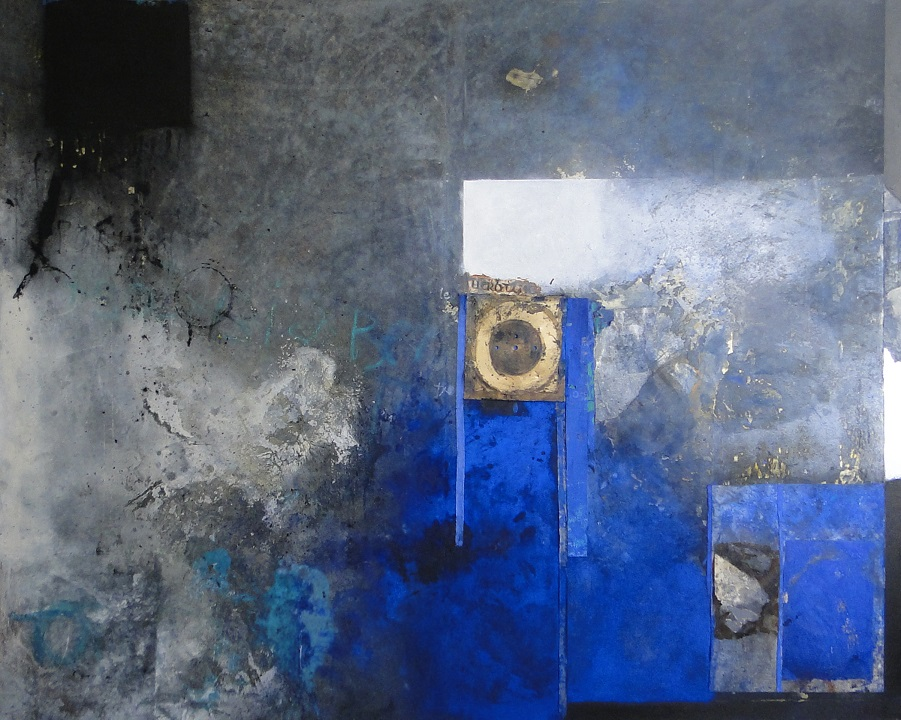
Marian Waldemar Kuczma, Big Ben II, technika mieszana na płótnie, 160x205 cm, 2015
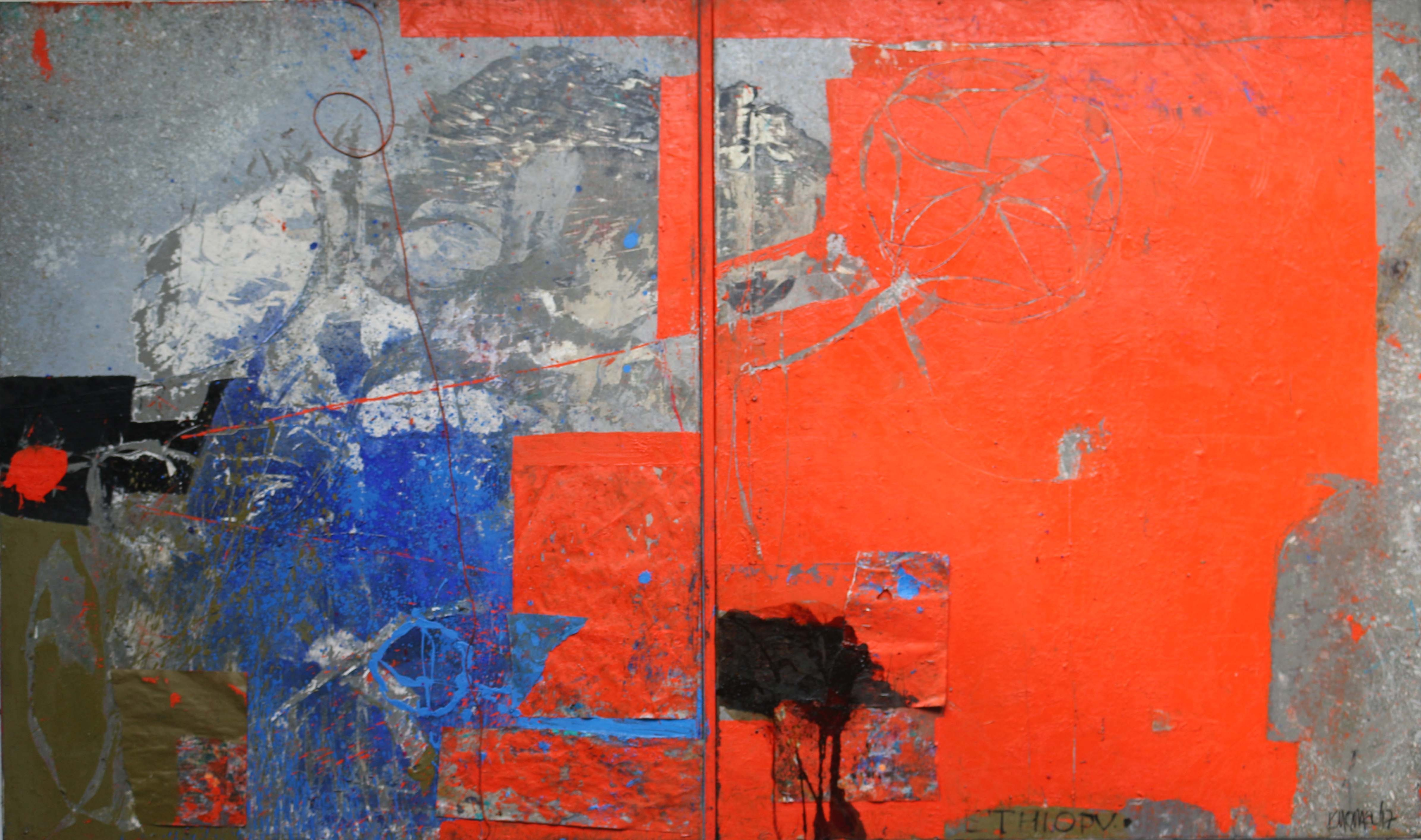
Marian Waldemar Kuczma, Inskrypcja z Jawornika 4, technika mieszana na płótnie, 100x162 cm, 2017
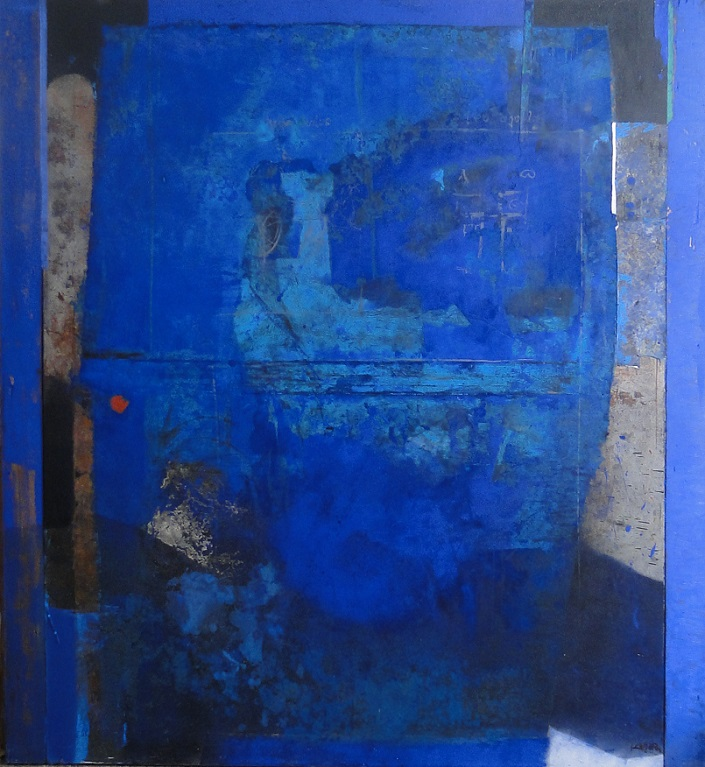
Marian Waldemar Kuczma, Ikona niebieska, technika mieszana na płótnie, 160x148 cm, 2015

## Nagrody
- 1994 Grand Prix – 4. Ogólnopolski Przegląd Malarstwa Młodych „Promocje ‘93” Galeria Sztuki, Legnica
- 1996 Nagroda Zarządu Okręgu Polskich Artystów Plastyków w „Krajowym Konkursie Malarstwa Młodych im. Eugeniusza Gepperta, Wrocław
- 1998 Nagroda „XVII Festiwalu Polskiego Malarstwa Współczesnego”, Szczecin
- 2004 I Nagroda „XX Festiwalu Polskiego Malarstwa Współczesnego”, Szczecin
- 2004 Nagroda Zpap – Dolnośląskie wystawy sztuki Malarstwo 2004, Wrocław
- 2009 Grand Prix Nagroda Ministra Kultury i Dziedzictwa Narodowego w Międzynarodowym Triennale Malarstwa „Srebrny Czworokąt”
- 2011 Nagroda Związku Artystów Plastyków za najlepszą wystawę 2010 roku, Wrocław

## Wybrane wystawy indywidualne
- 1993 – „Działania na płaszczyźnie obrazu”, Galeria Miejska, Wrocław
- 1994 – „Błękitne”, BWA, Wrocław
- 1995 – „Kolor i Materia”, Państwowa Galeria Sztuki, Legnica
- 1996 – „Obrazy”, BWA, Krosno
- 2000 – Galeria Guth Maas & Maas, Reutlingen, Niemcy
  - „Malarstwo”, Muzeum Reginalne, Nysa
- 2002 – „Malarstwo”, Galeria „Rest-Art”, Zollikofen, Szwajcaria
- 2003 – „Wystawa malarstwa”, Galeria Miejska, Wrocław
- 2004 – „Ratyzbona, Wrocław, Toruń”, Galeria „Na Piętrze”, Toruń
- 2005- „Wystawa Malarstwa”, Galeria IFAK Institut Gmbh & Co. Neuhof, Niemcy
- 2006 – „Wystawa Malarstwa”, Galeria Miejska, Tarnów
- 2007 – „Wystawa Malarstwa”, Galeria „Centrum”, Kraków
- 2008 – „Wschód i Zachód”, BWA, Rzeszów
  - „W stronę czerni”, Galeria Forum, Toruń
- 2009 – „Malarstwo”, Muzeum Miejskie, Kraliky, Czechy
- 2011 – „Et in Arcadia Ego”, BWA, Kielce
  - „Obszary Wspólne”, Galeria Platon, Wrocław
- 2012 – „Obrazy”, Muzeum Narodowe Ziemi Przemyskiej, Przemyśl
  - „Obrazy”, Muzeum Historyczne w Sanoku
- 2013 – „Siedem i pół obrazu”, Galeria Fons, Pardubice, Czechy
- 2014 – „Malarskie lapidarium”, Galeria Sztuki Współczesnej, Ostrów Wielkopolski
- 2015 – „Cisza i kolor”, Galeria Lindenau, Gdańsk
  - „Malarstwo”, Galeria To Tu, Rzeszów
- 2016 – „Konstelacje Błękitów”, Galeria Platon, Wrocław
- 2017 – „Dywan Malarza”, Centrum Nauki i Sztuki Stara Kopalnia, Wałbrzych